# The A.V. Club
The A.V. Club – amerykański internetowy magazyn rozrywkowy założony w 1993 w Madison w stanie Wisconsin jako dodatek do czasopisma satyrycznego „The Onion”. Skrót AV oznacza Audiovisual (audiowizualny). Magazyn jest poświęcony recenzjom filmowym, muzycznym oraz innym wydarzeniom ze świata popkultury. Serwis był notowany w rankingu Alexa na miejscu 7612.

## Historia
Jesienią 1992 „The Onion”, lokalny tygodnik satyryczny z Madison w stanie Wisconsin zaczął zyskiwać popularność i przyciągać reklamodawców. Dzięki uzyskanym przychodom jego właściciele zaczęli szukać nowych pomysłów na wypełnienie gazety. Zatrudnili w tym celu Stephena Thompsona, który miał się zajmować pisaniem notatek z koncertów oraz recenzjami albumów. W 1993 założył on rozrywkowy dodatek do „The Onion” – The A.V. Club (był jego redaktorem do 2004). Nazwa A.V. Club (Audio-Visual Club) nawiązywała do licealnych klubów audiowizualnych oraz do filmów. W połowie lat 90., wraz z uruchomieniem strony internetowej, „The Onion” z regionalnej gazety stał się międzynarodowym fenomenem medialnym, jednak internetowy debiut The A.V. Club przebiegał stopniowo. Jego pracownicy aktualizowali stronę raz w tygodniu, zamieszczając na niej kilka recenzji i felietonów, pozostając wciąż w cieniu „The Onion”.
W 2000 „The Onion” przeniósł swoją redakcję do Nowego Jorku, ale pracownicy The A.V. Club pozostali w Madison. Zaczęli jednak szukać innego miejsca, w którym mieliby lepszy dostęp do pokazów prasowych i premier filmowych. Ich wybór padł na Chicago. Przenieśli się tam 2007 zdobywając dużą popularność dzięki wnikliwym recenzjom rozrywkowym i relacjom ze świata popkultury. W 2012 również „The Onion” przeniósł swoją redakcję z Nowego Jorku do Chicago.
14 grudnia 2012 po ośmiu latach kierowania magazynem ze stanowiska redaktora ustąpił Keith Phipp. W grudniu 2013 zarząd „The Onion” (w tym i The A.V. Club) postanowić zaprzestać wydawania czasopisma w formie drukowanej w 3 miastach: Chicago, Milwaukee i Providence.
Na początku 2016 Univision Communications Inc., firma macierzysta wiodącego w Stanach Zjednoczonych hiszpańskojęzycznego kanału telewizyjnego, nabyła pakiet kontrolny (40 %) akcji „The Onion” (w tym The A.V. Club, serwisu satyrycznego Clickhole oraz różnych projektów książkowych i wideo).
W 2019 G/O Media (którego właścicielem jest bostońska firma Great Hill Partners) przejęła od Univision „The Onion”, The A.V. Club i inne serwisy cyfrowe. Od tego czasu firma kilkakrotnie starła się z Writers Guild of America, East, związkiem zawodowym reprezentującym redaktorów serwisów internetowych. We wrześniu 2021 G/O Media zatrudniła Scotta Robsona, weterana mediów z Los Angeles, jako nowego redaktora naczelnego The A.V. Club. Na początku 2022 zarząd G/O Media postanowił przenieść The A.V. Club do Los Angeles. Relokacja ta miała na celu, według oświadczenia Marka Neschisa, rzecznika prasowego G/O Media, przybliżenie The A.V. Club do branży rozrywkowej przy jednoczesnym zapewnieniu jej większego dostępu do „ważnych wydarzeń i utalentowanych jednostek”. Część pracowników sprzeciwiła się tej decyzji.
1 kwietnia 2024 roku Josh Jackson, współzałożyciel i redaktor naczelny Paste Magazine oraz prezes Paste Media, poinformował oficjalnie o przejęciu The A.V. Club oraz o wznowieniu nieczynnych stron Jezebel i Splinter. Dodał również, że nie jest planowana konsolidacja ani zmiana pierwotnej wizji obu witryn, które będą funkcjonować samodzielnie w ramach Paste Media.

## Profil
Według własnych słów The A.V. Club jest internetowym serwisem rozrywkowym zajmującym się wydarzeniami ze świata popkultury, relacjonowanym za pośrednictwem swojej strony, www.avclub.com.

## Książki
- A.V. Club – Inventory: 16 Films Featuring Manic Pixie Dream Girls, 10 Great Songs Nearly Ruined by Saxophone, and 100 More Obsessively Specific Pop-Culture Lists, wyd. Scribner, 13 października 2009, ISBN 978-1-4165-9473-4[9]
- Nathan Rabin – My Year of Flops: The A.V. Club Presents One Man’s Journey Deep into the Heart of Cinematic Failure, wyd. Scribner, 19 października 2010,  ISBN 978-1-4391-6031-2[10]

## Nagrody
W 2017 The A.V. Club otrzymał nagrodę Eisnera w kategorii: Best Comics-related Periodical/Journalism (za prace opublikowane w 2016), przyznaną mu podczas Konwentu Komiksowego (Comic-Con) w San Diego. Nagrodę odebrali: Oliver Sava, Caitlin Rosberg, Shea Hennum i Tegan O’Neil.

## Listy roczne
Począwszy od 2006 magazyn publikuje roczne zestawienia najlepszych albumów i najlepszych filmów, a od 2010 – najlepszych seriali telewizyjnych.

### Najlepsze albumy
- 2006: Boys and Girls in America (The Hold Steady)[13]
- 2007: Neon Bible (Arcade Fire)[16]
- 2008: Dear Science (TV on the Radio)[17]
- 2009: Wolfgang Amadeus Phoenix (Phoenix)[18]
- 2010: My Beautiful Dark Twisted Fantasy (Kanye West)[19]
- 2011: Civilian (Wye Oak)[20]
- 2012: Channel Orange (Frank Ocean)[21]
- 2013: Yeezus (Kanye West)[22]
- 2014: Burn Your Fire for No Witness (Angel Olsen)[23]
- 2015: To Pimp a Butterfly (Kendrick Lamar)[24]
- 2016: Blackstar (David Bowie)[25]
- 2017: DAMN (Kendrick Lamar)[26]
- 2018: 7 (Beach House)[27]
- 2019: Magdalene (FKA twigs)[28]
- 2020: Fetch the Bolt Cutters (Fiona Apple)[29]
- 2021: Jubilee (Japanese Breakfast)[30]

### Najlepsze filmy
- 2006: Ludzkie dzieci (Alfonso Cuarón)[31]
- 2007: To nie jest kraj dla starych ludzi (bracia Coen)[32]
- 2008: WALL·E (Andrew Stanton)[33]
- 2009: The Hurt Locker. W pułapce wojny (Kathryn Bigelow)[34]
- 2010: Do szpiku kości (Debra Granik)[35]
- 2011: Drzewo życia (Terrence Malick)[36]
- 2012: Mistrz (Paul Thomas Anderson)[37]
- 2013: Przed północą (Richard Linklater)[38]
- 2014: Boyhood (Richard Linklater)[39]
- 2015: Mad Max: Na drodze gniewu (George Miller)[40]
- 2016: Manchester by the Sea (Kenneth Lonergan)[41]
- 2017: Projekt Floryda (Sean Baker)[42]
- 2018: Płomienie (Lee Chang-dong)[43]
- 2019: Irlandczyk (Martin Scorsese)[44]
- 2020: Pierwsza krowa (Kelly Reichardt)[45]
- 2021: Kurier Francuski z Liberty, Kansas Evening Sun (Wes Anderson)[46]

### Najlepsze seriale telewizyjne
- 2010: Breaking Bad (AMC)[47]
- 2011: Louie (FX)[48]
- 2012: Breaking Bad (AMC)[49]
- 2013: Iluminacja (HBO)[50]
- 2014: Hannibal (NBC)[51]
- 2015: Mad Men (AMC)[52]
- 2016: American Crime Story: Sprawa O.J. Simpsona (FX)[53]
- 2017: Dobre miejsce (NBC)[54]
- 2018: Zawód: Amerykanin (FX)[55]
- 2019: Współczesna dziewczyna (Prime Video)[56]
- 2020: Mogę cię zniszczyć (HBO)[57]
- 2021: Sukcesja (HBO)[58]